# 鄒守宏
鄒守宏（Brian，1983年10月22日—），台灣男演員，主持人。

## 戲劇作品
台灣電視劇
| 首播年月 | 播出頻道    | 劇名             | 飾演          |
| -------- | ----------- | ---------------- | ------------- |
| 2023/11  | 台視        | 追分成功         | 彭俊良        |
| 2021/4   | 大愛        | 阿良的歸白人生   | 阿冬          |
| 2020/5   | 台視        | 生生世世         | 張瑞陽        |
| 2020/2   | 華視        | 四月望雨- 月夜愁 | 鄭國華        |
| 2019/7   | 公視        | 苦力             | 阿狗          |
| 2019/6   | 大愛        | 百歲仁醫         | 朱志宏        |
| 2019/4   | 大愛        | 雨過天青         | 林政福        |
| 2018/8   | 大愛        | 真愛源起         | 何忠明        |
| 2018/4   | 台視        | 情·份            | 小周          |
| 2017/11  | 大愛        | 我綿一家人       | 楊文燦        |
| 2017/5   | 台視        | 牡丹花開         | 吳建青        |
| 2017/4   | 台視        | 閱讀時光2- 妖精  | 小紀          |
| 2017/3   | 三立/東森   | 只為你停留       | 八將          |
| 2016/9   | 大愛        | 阿寬             | 黃汝噴        |
| 2016/8   | 大愛        | 我家的方程式     | 徐榮杏        |
| 2016/6   | 三立/東森   | 我的極品男友     | 關啟祥        |
| 2015/2   | 壹電視/年代 | 老闆沒說的事     | 男主角Jeff    |
| 2015/2   | 大愛        | 大大與太太       | 阿義          |
| 2014/11  | 八大        | 終極惡女         | 討債老大      |
| 2014/6   | 八大        | 終極X宿舍        | 舞蹈老師      |
| 2014/5   | 大愛        | 頂坡角上的家     | 張瑞林        |
| 2014/4   | 大愛        | 指尖的溫暖       | 鈺昆          |
| 2014/3   | 大愛        | 第一名磨         | 阿良          |
| 2014/2   | 大愛        | 美好歲月         | 阿福          |
|          | 大愛        | 愛在明月時       | 小劉          |
| 2013/7   | 中視/Tvbs   | 飛越龍門客棧     | 方保安        |
| 2013/1   | 大愛        | 明天更美麗       | 阿貴          |
| 2012/10  | 大愛        | 聽見愛           | 張俊清        |
| 2012/9   | 大愛        | 雨露             | 熊天寶        |
| 2012/6   | 公視/八大   | 你是春風我是雨   | Mark          |
| 2011/12  | 大愛        | 微笑面對         | 阿義          |
| 2011/10  | 大愛        | 畫人生           | 清源          |
| 2011/9   | 台視/三立   | 勇士們           | 趙彬          |
| 2011/7   | 民視        | 父與子           | 杜經理        |
| 2011/6   | 大愛        | 乞丐許大願       | 明忠          |
| 2011/5   | 大愛        | 讓愛飛翔         | 光彥          |
| 2011/4   | 華視        | 艋舺耀輝         | 小七          |
| 2011/1   | 大愛        | 我愛美金         | 裕玄          |
| 2010/12  | 大愛        | 路邊董事長       | 阿明          |
| 2010/11  | 台視/三立   | 犀利人妻         | Vincent       |
| 2010/10  | 大愛        | 一閃一閃亮晶晶   | 阿勇          |
| 2009/11  | 華視        | 海派甜心         | 小四          |
| 2009/9   | 三立        | 天下父母心       | 張通河 檢察官 |
| 2009/8   | 中視/中天   | 閃亮的日子       | 芭樂          |
| 2009/6   | 大愛        | 春風伴我行       | 國小老師      |

大陸網路劇/網路大電影
| 播出頻道 | 劇名        | 飾演             | 合作藝人                    |
| -------- | ----------- | ---------------- | --------------------------- |
| 愛奇藝   | 親·愛的味道 | 小米             | 陸毅/郭采潔/炎亞綸          |
| 愛奇藝   | 瘋人計劃    | 小凡(第二男主角) | 王自強/饒星星               |
| 優酷     | 101次告白   | 貝貝主管         | 關曉彤/李宗霖               |
| 愛奇藝   | N世代       | 歐文             | 林柏叡/劉漢強/張永昕/林真亦 |

## 電影作品
- 《不能說》
- 《舞力四射》
- 《大稻埕》
- 《台北夜蒲團團轉》
- 《最終極速》
- 《捷運愛情系列電影·愛情算不算》

## 廣告作品
- 暢快人生 CF
- Yahoo關鍵字 CF
- 明台保險 CF
- 台北超越台北競選 CF
- OLAY防曬乳 CF
- Lanew皮鞋 CF
- 全虹獨賣愛講260 CF
- 遠傳電信物價指數篇 CF
- 威寶電信電信人生篇 CF
- Funmily德州撲克膽識篇 CF
- Funmily德州撲克賭神篇 CF
- Funmily德州撲克All In篇 CF
- KYMCO光陽機車超5 NVH測試 CF
- Many光陽機車 再現篇 CF
- 神仙傳Online動新聞網路 CF
- 全球一動壹網樂網路 CF
- 萊爾富Kitty杯篇 CF
- 2012 TVBS 形象 CF
- 2013台北跨年垃圾減量宣導 CF
- 2013捷運文化節關懷禮讓篇宣導CF
- 臥龍ONLine證言篇 CF
- 保力達紅蘋C打歡樂篇 CF
- 591租屋網證言篇 CF
- 財稅宣導租稅百萬富翁篇 CF
- 臺北設計之都 I DESIGN TAIPEI篇 CF
- 國泰幸福公車亭網路CF
- 愛之味分解茶超人現身篇 CF
- 愛之味分解茶打擊油膩篇 CF
- 愛之味分解茶情侶篇 CF
- 遠雄人壽開銷篇 CF
- 真三國online主公篇 CF
- 台糖糖安心的奇幻旅程安心篇 CF
- 台糖糖安心的奇幻旅程美味篇 CF
- friDay 影音粉多影展聊天高手高高手篇 CF
- 賀木堂茶酒2016形象 CF
- 彰化縣政府按讚摩手報馬仔篇 宣導CF
- Master信用卡遊樂園篇 CF
- Mio行車紀錄器車禍最怕遇到哪種人 CF
- 安麗Glister音波振動牙刷4部 CF
- 桂格氧氣人參中秋節篇 CF

## 微電影/VCR
- 行動吧小股東 飾吳良欣
- 阿公 飾王守宏
- 福特汽車微電影
- 元山家電母親節篇微電影
- 拒絕保險黃牛微電影
- 信義房屋 2016教育訓練微電影
- 103企業人力資源提升計劃微電影
- 偵錯台灣系列微電影首部曲基隆最高
- 酒品認證微電影
- 文化部關鍵時客
- 鴻海集團微電影
- Ladyz微影集
- 行政院人力資源局教育VCR
- 大家源即熱式飲水機一系列VCR
- 四海遊龍 VCR
- 蔣介石 VCR
- 河見電機簡介 VCR

## MV作品
- 孟庭葦《太陽出來了》
- 綠茶《愛走了》
- 李翊君《寂寞咖啡》
- 張藝瀟《羨慕忌妒恨》
- 四個朋友《因為有你》
- 四個朋友《無堅不摧》
- 王若琳《當年情》

## 主持
- 靓麗羅東活躍2015跨年晚會主持人
- 2014魅力羅東搖滾星都跨年晚會主持人
- N世代影集記者會主持人
- 天使曾經來過電影記者會主持人
- 最完美女孩電影記者會主持人
- 最完美女孩電影宣傳活動主持人

## 外部連結
- 鄒守宏(拉麵)官方粉絲團 （页面存档备份，存于）Facebook專頁
- 鄒守宏影劇圈圈演員資料頁
- 鄒守宏 （页面存档备份，存于）影史庫演員資料頁